# Eten
Eten (mochica colonial: Æten o Ætin), a menudo llamada "Ciudad Eten" para diferenciarla del vecino Puerto Eten, es una ciudad peruana capital del distrito homónimo ubicado en la provincia de Chiclayo en el departamento de Lambayeque. Se encuentra a una altitud de 6 m s.n.m. Tiene, según el INEI, 12 000 hab.
Es conocida como "La capital del sombrero", pues una de sus actividades ancestrales es el tejido de sombreros de paja de palma macora. También es conocida como la "Ciudad eucarística" por haber sido lugar de la aparición milagrosa del Divino Niño en la hostia consagrada en 1649. Pedro Ruiz Gallo, héroe nacional, nació en esta ciudad.

## Relicto Mochica (Información consignada en tesis de maestría del arqueólogo Jorge Centurión Centurión)
En la actualidad, en la macrorregión norte y especialmente en la Región Lambayeque, Ciudad Eten es reconocido por ser considerado el último bastión de la lengua mochica o yunga, que se resistió a dejar de comunicarse en su lengua nativa, en mantener su identidad mochica, y es identificado, por ser un pueblo fervorosamente católico, y muy conservador de sus tradiciones.
Como ya se mencionara, una de las principales dificultades a las que se enfrentó el clérigo español para predicar y evangelizar, entre otras, fue el conocimiento de las lenguas nativas, circunstancia que motivó a las autoridades eclesiásticas de la época a enfrentarlo agresivamente, pues, los religiosos se vieron obligados a aprender el idioma nativo, estuvieron condicionados a una evaluación por examinadores, a una drástica sanción económica (pérdida de la tercera parte de su salario), como moral; asimismo, elaboraron cartillas, catecismos, confesionarios, himnos, oraciones y salmos en las lenguas de los naturales y castellana, en mérito a que debían entender lo que estaban recibiendo los naturales.
A pesar de la acometedora política de castellanización y evangelización, así como prueba de la resistencia y entereza mochica de los etenanos, encontramos la interesante referencia de Juan Castañeda y otros, que nos remite hasta fines del siglo XVIII y señala:
El cabildo catedralicio nombraba anualmente examinadores sinodales y de lenguas indígenas, quienes evaluaban a principios de año a los postulantes a los diversos curatos vacantes de la diócesis. … Avanzado el siglo XVIII los expedientes para postular a un curato en estos pueblos ya no consideraban el conocimiento de la lengua; por lo tanto cabe presumirse que esta había desaparecido, excepto en Magdalena de Eten. (Castañeda 2015: 35).
Con relación a la lengua nativa, los colonizadores españoles la llamaron “la lengua yunga” o “lengua mochica”, a continuación, presentamos dos citas pertenecientes a dos importantes clérigos: El cura de Reque, don Fernando de la Carrera, al indicar los curatos donde se habla la lengua yunga en 1644, dice que Eten, Chiclaiaep y San Miguel (Picsi) son beneficios de [la iglesia] San Francisco. (Bachmann 1921:11).
Sobre el nombre de la lengua, Castañeda cita al obispo Baltasar Jaime Martínez Compañón, quien se refiere de la siguiente manera: En el siglo XVIII, el obispo Baltazar Jaime Martínez Compañón, registró hasta ocho lenguas en la diócesis. Pero en lo concerniente a los valles lambayecanos se habló la lengua mochica o yunga. (Castañeda 2015: 28).
Carlos J. Bachmann, en su publicación “Departamento de Lambayeque, Monografía Histórico – Geográfica” (1921), cita a Marco Aurelio Cavero, estudioso de la lengua mochica, quien señala: “Los indígenas de la villa de Eten, que algo conservan del antiguo idioma, llaman hasta el día a Lambayeque “Ñampásec”. (Bachmann 1921:2).
En la actualidad es considerada como una lengua extinta (Salas 2008:32), sin embargo, hay esfuerzos de investigadores y profesores de educación primaria y secundaria empeñados por recuperarla, cuando menos frases, palabras, incluso las autoridades del Gobierno Regional han creado un certamen para reconocer y revalorar la identidad y lengua muchik de la Región, en especial de esta población de origen ancestral. 
Probablemente, además del interés turístico, se deba, a que esta lengua autóctona, no sólo ha enriquecido con una serie de voces el léxico del castellano peruano, sino que “muestra que los peruanismos no necesariamente debían encontrar su origen en la lengua quechua, como si con ese idioma se agotara toda la cultura peruana.” (González de la Rosa 1911, citado por Salas 2008: 32). Otro aspecto que resalta Salas de las voces tomadas de la lengua mochica es que estas “han trascendido las fronteras del Perú, mostrando así la vitalidad con la que cuentan. Estos préstamos se encuentran en el Diccionario de la Academia” (Salas 2008: 32). Algunos de estos préstamos se encuentran desde 1884 en el Diccionario de la Real Academia Española – DRAE.
Debemos destacar también, que, hasta ahora, su población acentúa ciertas pronunciaciones, por ejemplo: “Pajarite amarille”, “color de alfalfe”, “vive don panche carille”, “que hoy es su sante”.
“Puesto que entre los habitantes de Eten la vocal domina la silaba, sobre todo al confundir el sonido final, es difícil establecer la correcta pronunciación. Así, usualmente la “o” y “u” al final se transforma en “e”, “i” e incluso en “a”. A menudo la “a”, en “e” o “i”.  (Brüning 2004: xvii, Citado por Salas 2008:40)

A este tenor, Salas menciona a otro investigador, Pedro Benvenutto, que se refiere a la misma característica que tiene el etenano, es decir, de cambiar la última vocal y particularidad sonora que le da su hablar.
“(…) estos sonidos […] son retenidos por los indígenas labriegos de la villa de Eten (lugar en que permaneció como curiosísima reliquia hasta hace algunos años, el antiguo dialecto), que sustituyen en las silabas finales la o y, a veces, la a por la e: Picare (picaro), cabre (cabra), compadrite (compadrito).”.  (Benvenutto 1936: 125, Citado por Salas 2008:40).
Como se dijera, se ha olvidado el dialecto yunga, pero a lo largo y ancho de la región se conserva algunos topónimios, muestra de ello son: Reque, Chérrepe, Collique, Chumbenique, Lambayeque, Mórrope, Illimo, Túcume. 
Un dato interesante sobre la historia de Eten, son los resultados de los censos. Pini consigna: “Que para 1862, el pueblo de Eten contaba con 3445 habitantes, que 14 años después en el Censo General de 1876, aumentaban a 3909”. (Pini 1999: 25).
Otro dato importante es el censo realizado en 1940, el cual arrojó una población de 5186 habitantes que se descompone en la siguiente manera:
| Hombres | 2,500 | Familias urbanas | 1,077 | Habitantes urbanos | 5,139 |
| Mujeres | 2,686 | Familias rurales | 10    | Habitantes rurales | 47    |
| Total   | 5,186 | Total            | 1,087 | Total              | 5,186 |

Razas
| Sexo    | Mestiza | India | Negra | Amarilla | Otras |
| Hombres | 1,483   | 982   | 7     | 12       | 16    |
| Mujeres | 1,625   | 1,035 | 11    | 6        | 9     |
| Total   | 3,108   | 2,017 | 18    | 18       | 25    |

El censo efectuado en el 2007 por el INEI, concluye que Eten cuenta con una población de 10 673 habitantes, es decir, 67 años después, prácticamente tiene el doble de población de la que tuvo en 1940.
A continuación, presentamos un cuadro resumen de la evolución poblacional de Eten, como se observa, su crecimiento ha sido en un porcentaje mínimo, probablemente porque es una sociedad endógama, pero con una presencia de gente serrana, principalmente de la Región de Cajamarca, dado por los matrimonios, tan igual como se intuye para periodos prehispánicos.
| Año  | Habitantes |
| 1862 | 3,445      |
| 1876 | 3,909      |
| 1940 | 5,186      |
| 1961 | 7,093      |
| 1972 | 9,052      |
| 1981 | 10,002     |
| 1993 | 11,195     |
| 2007 | 10,673     |

Fuente: Elaboración propia

Otro testimonio importante es el concerniente a la recaudación de rentas por estos mismos años, a continuación, transcribiremos un texto relacionado con una actividad tradicional, que hasta ahora persiste en un número reducido, como son las picanterías y chicherías, donde se degusta el piqueo en un solo plato por varios comensales, acompañados de chicha. Igualmente, algunas familias aún conservan la tradición de preparar la chicha de maíz en sus hogares para su propio consumo. Se considera que, entre los objetivos del Plan, debe estimarse y ser objeto de estudio y puesta en valor:
“La caja de depósito y consignaciones, departamento de recaudación, tiene una oficina encargada de la recaudación de las contribuciones, rusticas, urbanas, así como los impuestos a los alcoholes, especialmente a la chicha que deja como renta la apreciable suma más o menos de S/. 60 000 anuales, pues debe advertirse que las etenanas son especialistas en la elaboración de chicha, la que es consumida por hombres y mujeres, niños y ancianos, dedicándose a este trabajo sin exagerar casi todas las casas.

Si el estado, estoy seguro, le dejara esta renta Eten, progresaría rápidamente y no viviera en la orfandad en que se encuentra y en un atraso que habla mucho de este pueblo a pesar de estar a 15 kilómetros de Chiclayo” (Calderón 1950: 6).
Es conocido que, en noviembre del 2015, las picanterías y chicherías de cinco departamentos, entre ellos Lambayeque, fueron declaradas Patrimonio Cultural del Perú, por su aporte a reafirmar la identidad cultural y por mantener la difusión de las costumbres culinarias. De acuerdo a la Resolución declarativa emitida por el Ministerio de Cultura:
(…) las reconoce como espacios de encuentro, en los que la mujer cumple un rol fundamental en la transmisión de los saberes culinarios tradicionales, y que contribuyen a reforzar los lazos sociales y la identidad cultural.
Asimismo, reconoce a las picanterías y chicherías de los departamentos de Lambayeque, La Libertad, Cusco, Piura y Tumbes, por ser espacios donde se han transmitido muchos conocimientos culinarios tradicionales, que han servido para la consolidación de la cocina regional, y que contribuyen a reafirmar la identidad cultural y la difusión de las manifestaciones culturales de nuestro país.
Las picanterías y chicherías se diferencian de otro tipo de instalaciones debido a la especialización en la venta y consumo de platos tradicionales condimentados con diversas variedades de ají y en los cuales la chicha de maíz tiene un carácter central e imprescindible.
Su origen data de tiempos coloniales y su existencia hasta nuestros días se atribuye al rol fundamental de la mujer en la dirección de estos locales, así como en la transmisión y vigencia de los saberes culinarios tradicionales, que han servido como base para las cocinas regionales.
Cada uno de estos espacios culturales ha alcanzado una particularidad que permite diferenciarlos regionalmente entre sí, ya sea por el conocimiento y uso de los insumos propios de cada región, por los utensilios que se usan para la preparación y consumo de los alimentos y la chicha.
En Lambayeque, la picantería y chichería suelen ser extensiones de la vivienda de las cocineras tradicionales, quienes involucran a los otros miembros de la familia en el expendio de las viandas y bebidas. Estos lugares también han servido para la difusión de importantes géneros musicales y literarios y la consolidación de la cocina regional lambayecana. (Resolución Viceministerial N° 156-2015-VMPCIC, de 23 de noviembre de 2015).
A fines del 2016, la Sociedad Picantera de Arequipa, ha sugerido al Ministerio de Cultura, la postulación de las picanterías a la lista de Patrimonio Cultural Inmaterial de la Humanidad de la Unesco.
En el actual pueblo de Eten, hacia el lado Este del parque principal, en la esquina formada por las calles Francisco Bolognesi y Manuel Bonilla, encontramos la actual Iglesia Santa María Magdalena de Eten, que fue construida 1977, siendo Párroco el P. Emigdio Sandoval Guevara, bajo esta nueva iglesia y en las inmediaciones de su muro testero, se encuentran los restos de la segunda Iglesia francisca y Colonial de Eten, que fuera terminada de construir en 1762, con parte de los materiales constructivos de la primigenia iglesia, inclusive reutilizando elementos como la puerta, entre otros. Dígase de paso, hasta ahora sigue siendo usado el portón en la nueva iglesia de 1977, al igual que probablemente las campanas que replicaron anunciando el milagro eucarístico en 1649. Al respecto, Araujo, refiere que:
“la iglesia de la nueva villa de Eten se hizo a semejanza de la antigua, (…) y que todo lo que se pudo utilizar fue llevado a la nueva iglesia que fue inaugurada en 1762”. (Castañeda 2015: 166). 
En la sección posterior de la actual iglesia (1977), aún se observa la parte de la segunda iglesia colonial que corresponde al altar, Capillas laterales y posiblemente la sacristía, así como retablos y andas de factura colonial. Por estas circunstancias, que serán tratadas con mayor detalle más abajo, los restos coloniales de la segunda iglesia, adquieren una notoriedad y connotación única en la historia no sólo de Eten, sino que trascendería las fronteras de la región, convirtiéndose en un significativo espacio religioso.

A manera de corolario, sin lugar a dudas el Himno de Ciudad Eten, resume la idiosincrasia y sentir del actual etenano, razón por la cual consideramos sustancial presentarlo, y el cual debe ser de recordatorio permanente en la elaboración del plan de gestión.

Himno de Ciudad Eten
¡Ciudad Eten, ciudad Eten!
Viva gloria ancestral
¡Ciudad Eten, ciudad Eten!
Eucarística e inmortal
Ciudad Eten de histórico palmo,
De mochicas egregia legión,
Madre tierra de Pedro Ruiz Gallo
Y de hombres de gran corazón.
Ciudad Eten que hiciste el milagro
De ayudar a tu pueblo a vencer,
Cielo abierto de eufónico canto
Y de manos que labran poder
Ciudad Eten del fiel campanario
Que subyugas las olas del mar,
Tejedora de mil relicarios
Ante el Niño y María sin par.
Ciudad Eten ¡Perú milenario!
Pueblo nuestro, nuevo amanecer,
Que tus himnos del sol libertarios
Sellen ahora el llanto del ayer.
Letra: Amado Heriberto Tinazo León
Música: Maximiliano Ucañay Millones

## Historiografía (Información consignada en tesis de maestría del arqueólogo Jorge Centurión Centurión)

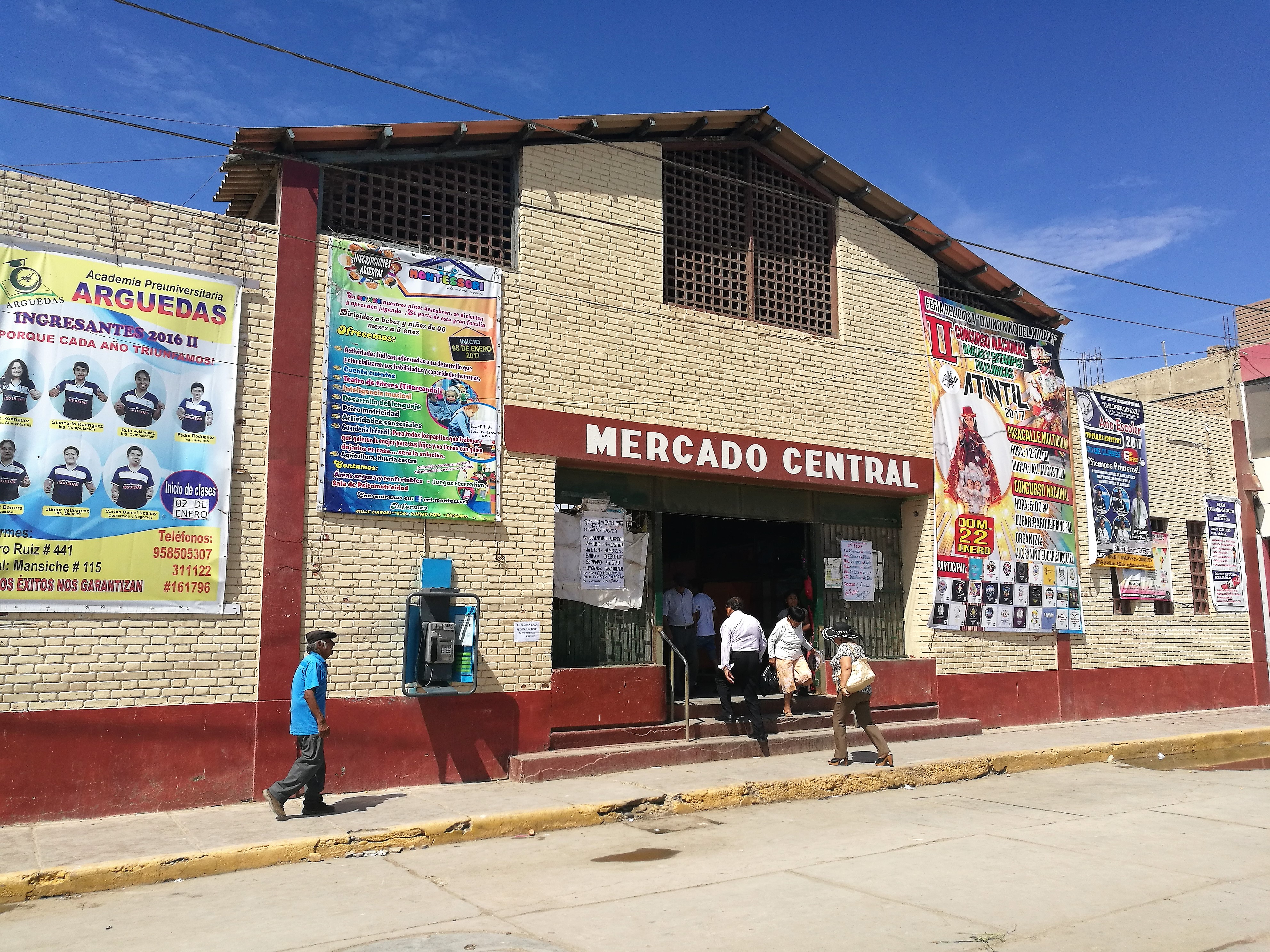
Mercado Central de Eten.

Santa María Magdalena de Eten: El antiguo pueblo mochica cristiano de Eten

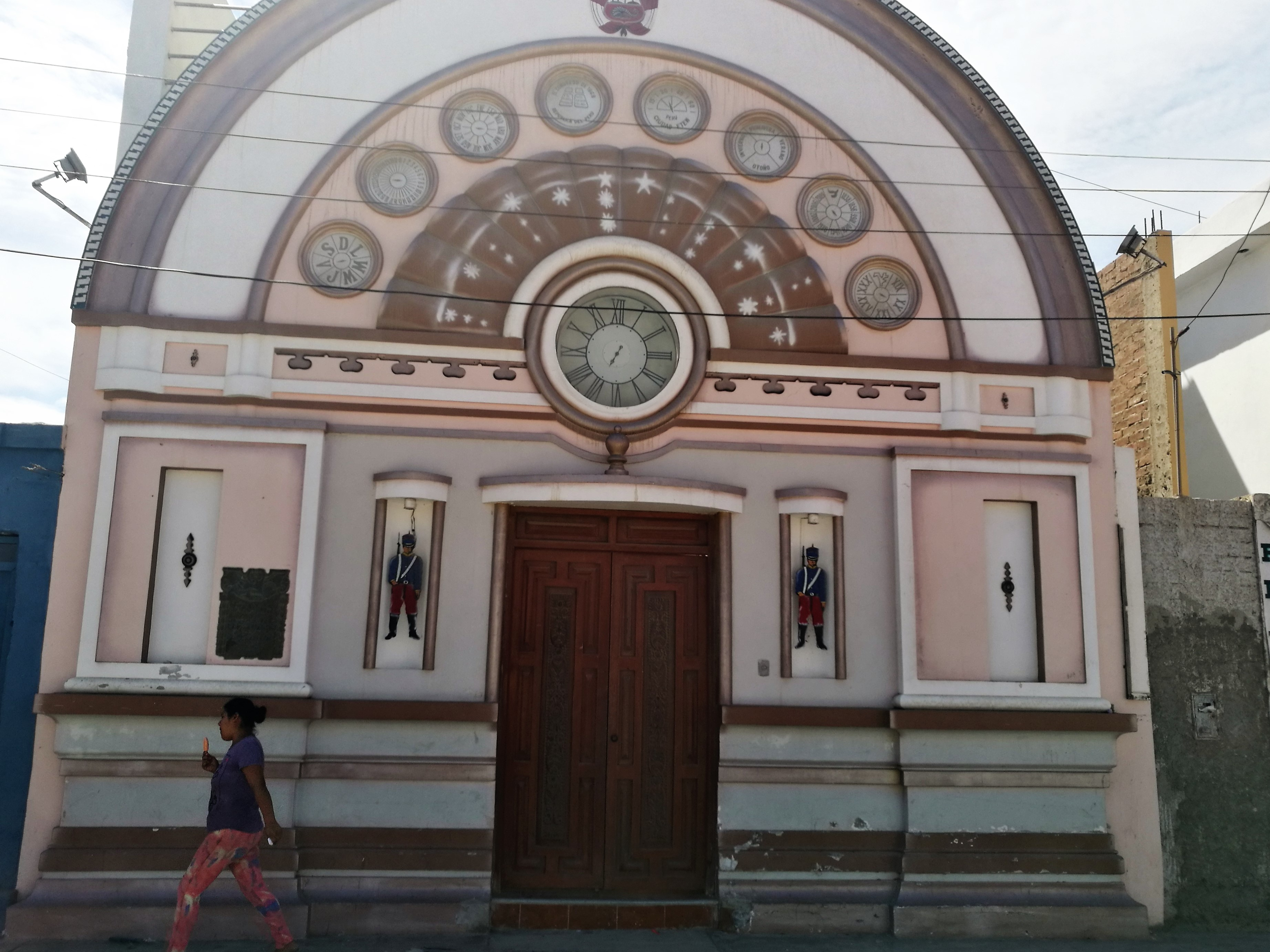
Recreación del reloj de Pedro Ruiz Gallo.

Se ubica en las inmediaciones de la actual vía que une a los distritos de Puerto Eten con Ciudad Eten, antes de llegar al segundo distrito, hacia la margen izquierda o hacia el Oeste, existe un camino afirmado que la intercepta, en cuyo vértice se constituye una Cruz de madera pintada de color verde; señal y camino que atraviesa un terreno desecado que forma parte periférica Sureste de los humedales de Eten; en otro tramo de la misma travesía, pasa también, una suerte de pequeñas dunas hasta llegar a la rivera del océano Pacífico. El recorrido total del camino mencionado es de 1450 m.
A 770 m aproximadamente, antes de llegar a la orilla del mar se levanta una pequeña Capilla moderna (denominada “Santuario Divino Niño del Milagro” S XX), precisamente bajo ella y en sus inmediaciones yace cubierto de arena los restos del antiguo pueblo de indios de Eten y partes arquitectónicas de la primigenia Iglesia colonial Santa María Magdalena de Eten (S XVI). (Liza 1987: 9, citado por Pini 1999: 21 – 22).
En este territorio, circunscribiéndolo a Cerro Campanas por el Sur (hoy conocido como Morro de Eten), al Río Eten por el Norte y la ribera del mar por el Oeste, se han documentado una larga ocupación prehispánica, que comprende desde el Periodo Formativo, es decir desde los Cupisnique (Elera 1983), pasando por los Mochicas (Centurión 2005), los Lambayeques o Sicán (Centurión 2010), los Chimú y finalmente los Chimú – Inca; dedicada a la pesca, al procesamiento de los recursos marítimos y a su comercialización principalmente, probablemente fue un importante asentamiento de pescadores que abasteció con productos marinos a gran parte de la población del valle en sus diferentes épocas. Seguida de actividades de agricultura, toda vez que al Norte encontramos terrenos que son irrigados por el Río Eten, propicios para cultivar maíz y payares, tal como hasta la actualidad sucede; así también, de artesanos. En seguida, presentamos dos citas que afianzan lo señalado.
La mayoría se dedicaba a la pesca y unos pocos a la agricultura,… el asiento original de los etenanos estuvo situado en el litoral, pero en 1566 fueron reducidos un poco al interior y sus cultivos se extendían hasta el mar. De acuerdo a los libros de bautizo, en Eten estaban comprendidas las siguientes parcialidades: Eten –conformada por los pescadores originarios-, Hamaqueros y Alcabaleros. (Archivo Parroquial de Eten, libro de Bautizos, 1630-1742, citado por Castañeda 2015: 165).
Sus mujeres se dedicaban al tejido de petates de totora y junco del agua que crecía en las ciénagas y que les servía para hacer sus “toldos” y techos de sus casas. (Araujo 1949: 12-13, citado por Pini 1999: 17).

Historiadores, como Jorge Zevallos Quiñones, puntualizan que, Eten sería una de las “raras” fundaciones prehispánicas cuyos habitantes recordaban su origen con visos legendarios (Liza 1967, citado por Castañeda 2015: 165), pues, existe una leyenda recogida a fines del S XVI por uno de los cronistas más destacados de la época, como es Miguel Cabello Valboa o Miguel Cabello de Balboa, quien rememora:
“ (…) por este lugar cerca al mar, apareció una caravana de balsas tripuladas por muchos hombres que con sus familias vinieron del Norte y viendo que se acercaba la noche sin encontrar el lugar por donde podían desembarcar, le preguntaron a su jefe: “Angasnerren”: inis tuch? que en mochica quiere decir “es tarde ¿dónde desembarcaremos?” a lo que el jefe contestó “inis atín, atín aznerreb” que significa “allí donde nazca el sol, allí desembarcaremos”. En efecto al día siguiente cuando aparecían los primeros rayos del sol, vieron un hermoso cerro y llegaron a la desembocadura de un río tormentoso y exclamaron: “atín, atín” que quiere decir “amaneció, amaneció”; y que todos desembarcaron en la desembocadura de un ancho río cerca del cual se deslizaban gran cantidad de “tumis” [lobos marinos].
Desde entonces llamaron Atín a este lugar y Tumi al río, posteriormente todas las familias de los primeros etenanos se posesionaron de este inmenso y riquísimo valle, levantando chozas y procediendo a construir elevadas huacas de adobe para la adoración de sus ídolos y para sus fortalezas.
Según lingüistas, Eten deriva de los vocablos Mochicas “Aeten” o “Atín” que quiere decir “al amanecer” o “muy temprano”. Con el transcurrir del tiempo, se castellanizó Atín, pasando a pronunciarse y escribirse con el nombre de Eten.
Viniendo de sur a norte, geográficamente, Morro de Eten representa un hito natural, donde termina una extensa zona desértica, tomando diferentes nombres, siendo los últimos Lomas Palo Parado, Pampa Las Delicias y Pampa Eten, y empieza una larga franja agrícola, inicialmente irrigada por el río Chancay Lambayeque, que en sus secciones finales toma el nombre de Río Reque y Río Eten. En líneas generales, este escenario sigue siendo parecido, sin embargo, es interesante conocer la descripción de la época, por tanto, brinda una imagen, percepción del paisaje y contexto social, para ello se recurrirá de uno de los cronistas españoles más conocidos y emblemáticos, como es Pedro Cieza de León, quien por mediados del S XVI, pasa cerca de Eten, y describe los valles de la siguiente manera:
Más adelante, una jornada pequeña, está otro valle muy hermoso llamado Cinto.
Y ha de entender el lector que, de valle a valle de éstos, y de los más que quedan de escribir, es todo arenales y pedregales sequísimos, y que por ellos no se ve cosa viva, ni nacida yerba ni árbol, sino sólo algunos pájaros ir volando. (…) Conviene no caminar por estos llanos hombres nuevos en la tierra, si no fuere con buenas guías que los sepan llevar por los arenales.
De este valle se llega al de Collique, por donde corre un río que tiene el nombre del valle, y es tan grande que no se puede vadear si no es cuando en la sierra es verano y en los llanos invierno. Aunque a la verdad los naturales de él se dan tan buena maña a sacar acequias que, aunque sea invierno en la sierra, algunas veces dejan la madre y corriente descubierta. Este valle es también ancho y lleno de arboledas, y faltan en él la mayor parte de los naturales, que con las guerras que hubo entre unos españoles con otros se han consumido, con males y trabajos que estas guerras acarrean.
De este valle de Collique camina hasta llegar a otro valle que llaman de Saña, de la suerte y manera de los pasados.
Yo pasé por él, en el mes de septiembre de 1548, a juntarme con los demás soldados que salimos de la gobernación de Popayán.
(…) En todos los más de estos valles, están clérigos y frailes que tienen cuidado de la conversión de ellos, y de su doctrina, no consintiendo que usen de sus religiones y costumbres antiguas” (Cieza de León, Pedro. Primera parte de la Crónica del Perú. En Porras Barrenechea 1986: 292 – 293, citado por Pini 1999: 20 – 21).

A inicios de la colonia, Eten formó parte del Corregimiento de Trujillo, para luego, cuando se crea el Corregimiento de Saña (29 de noviembre de 1563), pasar a constituirse como parte de éste; Juan Castañeda Murga, y otros, en su publicación “Templos virreinales de los valles de Lambayeque, puntualizan: 
En la década de los años cuarenta del Siglo XVI, los actuales valles lambayecanos pertenecían en lo civil a dos corregimientos: San Miguel de Piura y Trujillo. La jurisdicción del corregimiento de San Miguel comprendía los pueblos de Jayanca, Motupe, Olmos, Penachí y Salas; mientras que el de Trujillo incluía en su territorio a Pacora, Íllimo, Túcume, Mochumí, Mórrope, Ferreñafe, Lambayeque, Chiclayo, Reque, Monsefú, Eten y Mocupe. 
Para la creación de este corregimiento [Saña] se desmembró parte de las jurisdicciones de Piura y de Trujillo, con la protesta de ambos cabildos. A Piura le arrebataron Olmos, Motupe, Jayanca y Pacora; mientras que a Trujillo le retiraron Lambayeque, Chiclayo y Saña; y posteriormente Pacasmayo y San Pedro. (Castañeda 2015: 22).
En lo referente a la creación de la reducción y doctrina de Santa María Magdalena de Eten, según Jacinto A. Liza Q., en su publicación “Historia de la aparición del Divino Niño Jesús en el antiguo pueblo mochica de Eten en 1649”, señala que:
A mediados del siglo XVI, “por disposiciones virreinales, los pobladores etenanos se reducen hacia el oeste, en una apropiada playa del mar, al norte del Cerro de las Campanas, y forman allí, en 1561, su primer pueblo cristiano. Luego estos mochicas etenanos construyen su convento y su iglesia, a la que bautizan con el nombre de Santa María Magdalena y a cuyos oficios religiosos acuden pueblos vecinos que se van formando, como Amaqueros, Alcabaleros, Chuspo (Callanca) y Repap (Reque). Ahí, agricultores, pescadores, alfareros, tejedores, plateros forman la población mochica etenana” (Liza 1987: 9, citado por Pini 1999: 21 – 22).
Como se habrá notado de la lectura, Liza no menciona la fuente de la disposición virreinal, simplemente la señala y puntualiza el año de 1561, dando pie a pensar, que en ese año o siguientes se constituye el pueblo cristiano Mochica de Eten, nombrado Santa María Magdalena de Eten. Para Zevallos Quiñones, estos hechos sucederían en 1566, cuando fueron reducidos un poco al interior y sus cultivos se extendían hasta el mar (Castañeda 2015: 165).
Para fray Diego de Córdova y Salinas, en su Crónica Franciscana, relata que “cuando llega la noticia a Eten del robo sacrílego cometido contra el Santísimo Sacramento del altar en la iglesia del convento de monjas de Santa Clara, en la ciudad de Quito (20 Ene 1649), y en el marco de acciones de desagravio, a pocos días para la celebración del Corpus Christi, menciona que Eten, ya en 1589 era doctrina franciscana”. Información que de alguna manera contribuye a suponer que la creación de la Doctrina de Eten se produce a mediados del S XVI.
Sin embargo, es conocido que en los primeros años de la conquista se concedieron repartimientos a los españoles, debiendo encargarse por la salvación de sus encomendados, no siendo posible el cumplimiento de este mandato por varias razones, hasta la creación de las reducciones en 1564 – 1569, e instauración de las doctrinas y su jurisdicción en los años siguientes.
De la misma forma, Juan Castañeda, destaca las dificultades que tuvieron los clérigos para desarrollar su labor evangelizadora, entre ellas tenemos las siguientes circunstancias:
La inestabilidad de los primeros 30 años debido a las rebeliones indígenas y a guerras civiles dificultó la labor evangelizadora. Ello se refleja en un ofrecimiento de los encomenderos para levantar un convento a los franciscanos en 1551, que no se cumplió hasta 1560.

Todavía eran escasos los sacerdotes seculares y la creación de una casa conventual dependía de la generosidad de los vecinos de una ciudad. 
… los indígenas continuaron ocupando sus antiguas locaciones con un patrón de asentamiento disperso, dificultando la evangelización. Esta situación recién cambiaría con la creación de las reducciones durante la gestión gubernativa del licenciado Lope García de Castro (1564 - 1569). A partir de este momento pudieron definirse las doctrinas y su jurisdicción. Cada doctrina debía tener un doctrinero, de manera que a partir de la “Relación del Obispo Oviedo” de Quito (1572), podemos saber las doctrinas que había en esta parte de su obispado, que hoy corresponde a los valles de Lambayeque. (Castañeda 2015: 25).

… la diversidad de las lenguas indígenas (Castañeda 2015: 28).
Con relación a la creación de la doctrina de Eten, esta posiblemente sucede después de la visita del arzobispo Toribio de Mogrovejo a su diócesis en 1593, y antes de la creación del obispado de Trujillo en 1609; pues, es de conocimiento que para el siglo XVII, cuando ya se había erigido el obispado de Trujillo, las doctrinas estaban definidas y la mayoría se hallaba en manos de los seculares. Castañeda consigna en su libro, tras el viaje pastoral de Toribio de Mogrovejo, un cuadro de las “Doctrinas de Lambayeque pertenecientes al arzobispado de Lima, asimismo, el nombre de quienes ocuparon las doctrinas, si eran regulares o diocesanos y si conocían la lengua nativa”, en la que aún no aparece Eten, por lo que deducimos que los etenanos, por esos años, fueron evangelizados, bien por los doctrineros de San Martín de Reque o de Callanca y Monsefú, es decir, por fray Francisco Guisado o el P. Alonso de Cuevas. 
| Doctrina                  | Doctrinero                                                                  | Conocimiento de la lengua                              |
| San Miguel de Farcapa     | Fray Juan González, francisco                                               | Sabe la lengua yunga                                   |
| Ferreñafe                 | P. Rodrigo Díaz, clérigo                                                    | Buen lenguaraz en la lengua materna yunga              |
| San Juan de Íllimo        | P. Esteban Ramos, clérigo                                                   | Sabe bien la lengua                                    |
| Túcome [sic]              | P. Hernando de la Carrera P. Francisco Pacho P. Miguel Gutiérrez            | Sabe la lengua Sabe la lengua No                       |
| Mochomí [sic]             | Id.                                                                         | Id.                                                    |
| Lambayeque                | P. Roque Zejuela de Triana P. Francisco Sánchez P. Diego Alfonso de Gironda | Examinador de la lengua mochica Muy buenos lenguaraces |
| San Francisco de Chiclayo | Fray José Flores, guardián Fray Francisco de los Reyes                      | No Sabe la lengua yunga                                |
| San Martín de Reque       | Fray Francisco Guisado                                                      | Sabe muy bien la lengua                                |
| Callanca y Monsefú        | P. Alonso de Cuevas                                                         | Sabe la lengua yunga                                   |
| Mocupe                    | Fray Francisco de Torres, agustino                                          | Sabe un poco la lengua yunga                           |
| Chérrepe                  | P. Alonso Salguero                                                          | Sabe un poco la lengua yunga                           |

Fuente: Elaborado a partir de la visita pastoral del arzobispo Toribio de Mogrovejo en 1593. (Castañeda: 2015: 33 - 34).
El que no existiera doctrina, no significa que no haya habido evangelizadores y cofradías. 

Los datos que se tienen hasta el momento, permiten inferir que el ministerio de evangelización en estas tierras yungas, comenzó prácticamente paralelo a la conquista, antes que se establecieran las reducciones.
… el memorial del licenciado Justo Modesto Rubiños y Andrade, recoge los nombres de los primeros doctrineros de Mórrope y Pacora, como el presbítero Josef Antonio de Araujo (1536 – 1548), el maestro Diego de Avendaño (1548 – 1561) y el licenciado Sebastian Villavicencio. … el padre Juan Jiménez, un secular residente de Lambayeque en 1561. Todos ellos ejercieron su ministerio pastoral antes de que se crearan las reducciones. (Castañeda: 2015: 28).
A pesar de que no menciona directamente el poblado mochica de Eten, pero por estar enmarcada en su jurisdicción, tenemos la referencia de los historiadores como Odriozola y Tibestar, que señalan: 
… que en 1533 el franciscano, el P. Alonso de Escarcena, pasó a catequizar a los indígenas de los repartimientos de Cinto y Collique, naturales de la vecindad de Lambayeque, uno de los primeros lugares evangelizados por los franciscanos (Pini 1999: 21).
En el Capítulo dedicado a la evangelización en los valles de Lambayeque, el reconocido investigador Juan Castañeda, contribuye a la reconstrucción histórica con un importante dato relacionado con los primeros evangelizadores, por ello se consigna la siguiente cita:

Los primeros en acercarse a este territorio fueron los franciscanos. Refiere Odriozola que ya desde 1533 uno de ellos, fray Alonso de Escarcena, quien al parecer llegó después de la guasábara de Cajamarca, había bajado hacia el valle de Chiclayo e iniciado su labor evangelizadora. En realidad, esta se fue extendiendo hasta el valle del Chimo, en donde a fines de 1534 se fundó la ciudad de Trujillo. … Siendo Escarcena el primer religioso en conocer Trujillo y Lambayeque promovió que se fundaran casas en ambos valles. … 
Si bien Escarcena anduvo predicando por estos valles, la primera casa [conventual de los franciscanos] se fundó en Trujillo [después de 1542] y, desde allí, salieron los frailes rumbo a Chiclayo. (Castañeda: 2015: 24 – 25). 
En el siglo XVII, cuando ya se había erigido el obispado de Trujillo, las doctrinas estaban definidas y la mayoría se hallaba en manos de los seculares. Hacia el siglo XVIII los curatos en los valles de Lambayeque eran: villa de Saña con la Matriz y Santa Lucía, San Juan de la Punta o de Los Ingenios, Jayanca, Pacora con su anexo Mórrope, Illimo, Mochumí con su anexo Túcume, Ferreñafe, Lambayeque –con sus ramadas Santas Lucía, Santa Catalina, San Pedro y San Roque-, Chiclayo con sus anexos Picsi y Eten, Reque, Monsefú, Mocupe, Olmos, Motupe y Penachí. (Castañeda 2015: 28).

## Límites
Norte: Monsefú.
Sur: Puerto Eten y Lagunas.
Este: Reque.
Oeste: Océano Pacífico.

## Clima
| Parámetros climáticos promedio de Eten | Parámetros climáticos promedio de Eten | Parámetros climáticos promedio de Eten | Parámetros climáticos promedio de Eten | Parámetros climáticos promedio de Eten | Parámetros climáticos promedio de Eten | Parámetros climáticos promedio de Eten | Parámetros climáticos promedio de Eten | Parámetros climáticos promedio de Eten | Parámetros climáticos promedio de Eten | Parámetros climáticos promedio de Eten | Parámetros climáticos promedio de Eten | Parámetros climáticos promedio de Eten | Parámetros climáticos promedio de Eten |
| Mes                                    | Ene.                                   | Feb.                                   | Mar.                                   | Abr.                                   | May.                                   | Jun.                                   | Jul.                                   | Ago.                                   | Sep.                                   | Oct.                                   | Nov.                                   | Dic.                                   | Anual                                  |
| -------------------------------------- | -------------------------------------- | -------------------------------------- | -------------------------------------- | -------------------------------------- | -------------------------------------- | -------------------------------------- | -------------------------------------- | -------------------------------------- | -------------------------------------- | -------------------------------------- | -------------------------------------- | -------------------------------------- | -------------------------------------- |
| Temp. media (°C)                       | 24.5                                   | 25.3                                   | 25.6                                   | 24.2                                   | 22.5                                   | 20.7                                   | 19.5                                   | 19.2                                   | 18.9                                   | 19.9                                   | 20.7                                   | 22.7                                   | 22                                     |
| Temp. mín. media (°C)                  | 19.4                                   | 20.3                                   | 20.4                                   | 19.1                                   | 17.7                                   | 16.2                                   | 15.1                                   | 14.7                                   | 15.1                                   | 15.2                                   | 15.8                                   | 17.2                                   | 17.2                                   |
| Fuente: climate-data.org               |                                        |                                        |                                        |                                        |                                        |                                        |                                        |                                        |                                        |                                        |                                        |                                        |                                        |